# Les Équilibristes (film, 2012)
Pour les articles homonymes, voir Les Équilibristes.
Pour plus de détails, voir Fiche technique et Distribution.
Les Équilibristes (titre original : Gli equilibristi) est un film italien sorti en 2012 réalisé par Ivano De Matteo.
Le film a été projeté dans les salles italiennes le 14 septembre 2012, après avoir été présenté à la 69e Mostra de Venise et est sorti le 27 février 2013 dans les salles françaises.

## Synopsis
Giulio est un employé communal qui se sépare de sa femme parce qu'il l'a trompée. Vivre avec 1 200 euros par mois en versant une pension alimentaire devient de plus en plus difficile pour lui. Il cherche à joindre les deux bouts dans une situation de pauvreté progressive en tâchant de ne pas perdre sa dignité.

## Fiche technique
- Titre : Les Équilibristes
- Titre original : Gli equilibristi
- Photographie : Vittorio Omodei Zorini
- Montage : Marco Spoletini
- Musique : Francesco Cerasi

## Distribution
- Valerio Mastandrea : Giulio
- Barbora Bobulova : Elena
- Maurizio Casagrande : Stefano
- Rolando Ravello : Franco
- Rosabell Laurenti Sellers : Camilla
- Grazia Schiavo : Stefania
- Antonio Gerardi : Pietro

### Source
- (it) Cet article est partiellement ou en totalité issu de l’article de Wikipédia en italien intitulé « Gli equilibristi » (voir la liste des auteurs).